# Dave Steckel
David „Dave“ Steckel (* 15. März 1982 in West Bend, Wisconsin) ist ein ehemaliger US-amerikanischer Eishockeyspieler, der im Verlauf seiner aktiven Karriere zwischen 2000 und 2018 unter anderem  über 450 Spiele für die Washington Capitals, New Jersey Devils, Toronto Maple Leafs und Anaheim Ducks in der National Hockey League (NHL) auf der Position des Centers bestritten hat. Darüber hinaus verbrachte Steckel drei Spielzeiten bei den Nürnberg Ice Tigers in der Deutschen Eishockey Liga (DEL).

## Karriere

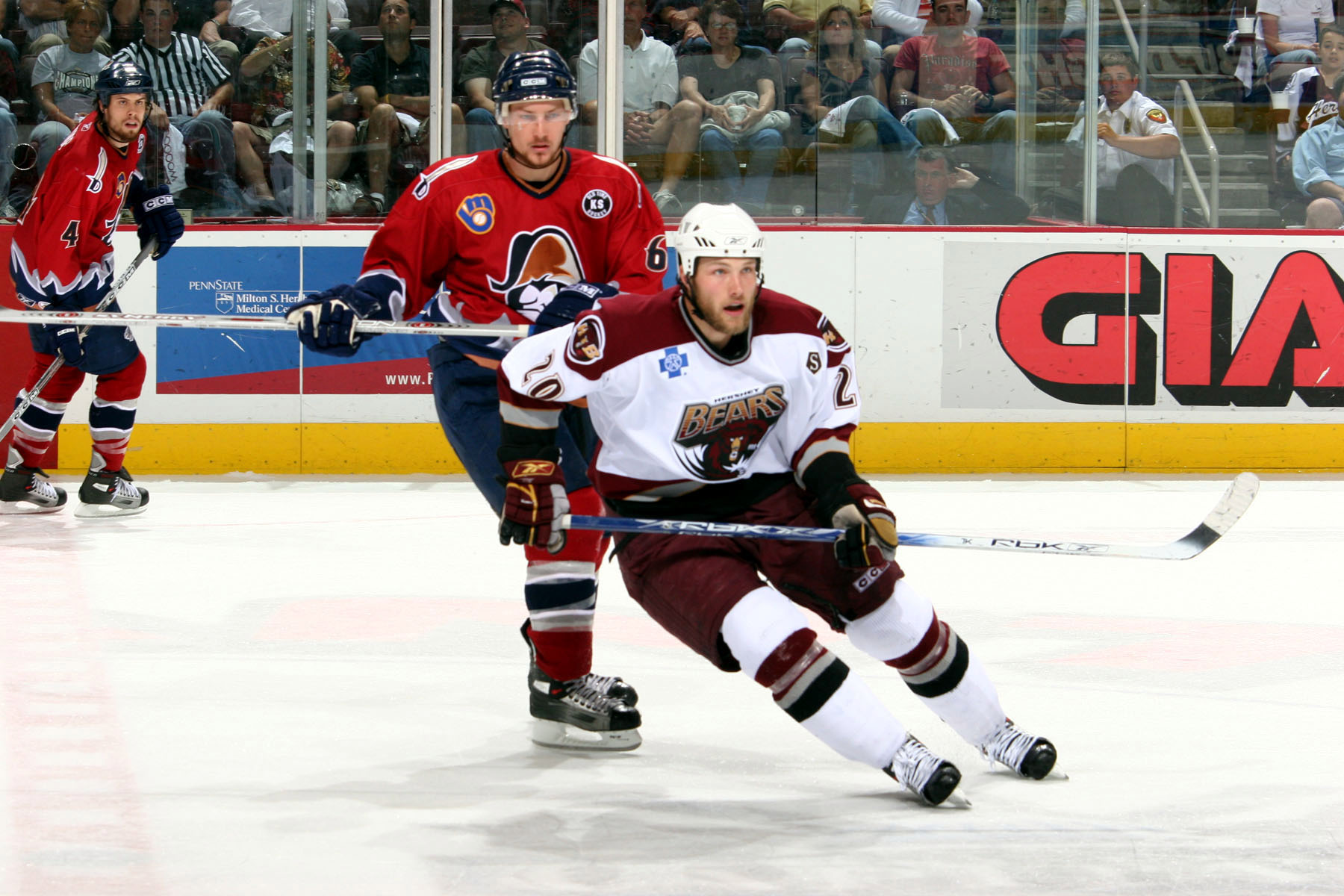
Steckel (vorne) im Trikot der Hershey Bears (2006)

Steckel begann seine Karriere im Förderprogramm des US-amerikanischen Eishockeyverbands USA Hockey in der North American Hockey League (NAHL) und United States Hockey League (USHL). Während seiner Collegezeit zwischen 2000 und 2004 spielte der Mittelstürmer für die Ohio State University im Spielbetrieb der National Collegiate Athletic Association (NCAA). Beim NHL Entry Draft 2001 wurde der Linksschütze schließlich als 30. Spieler in der ersten Runde von den Los Angeles Kings aus der National Hockey League (NHL) ausgewählt.
Bevor er im August 2005 als Free Agent zu den Washington Capitals wechselte, spielte Steckel für die Manchester Monarchs, einem Farmteam der Los Angeles Kings, in der American Hockey League (AHL). Seine ersten NHL-Einsätze absolvierte der Angreifer in der Saison 2005/06, die restliche Zeit wurde er von den Capitals bei den Hershey Bears in der AHL eingesetzt. Mit den Bears gewann der Offensivspieler im Frühjahr 2006 den die Meisterschaft der AHL in Form des Calder Cups. Ab der Spielzeit 2007/08 gehörte Dave Steckel zum festen Stammkader der Washington Capitals, ehe er Ende Februar 2011 kurz vor der Trade Deadline in einem Transfergeschäft im Austausch für Jason Arnott an die New Jersey Devils abgegeben wurde. Diese transferierten ihn kurz vor Beginn der Saison 2011/12 für ein Viertrunden-Wahlrecht im NHL Entry Draft 2012 zu den Toronto Maple Leafs. Am 15. März 2013 wurde er an die Anaheim Ducks abgegeben, die im Austausch den rechten Flügelstürmer Ryan Lasch und ein Siebtrunden-Wahlrecht im NHL Entry Draft 2014 nach Toronto schickten. In der Saison 2014/15 spielte der US-Amerikaner für die Norfolk Admirals in der AHL und fungierte als Mannschaftskapitän.
Zur folgenden Saison wechselte Steckel zu den Nürnberg Ice Tigers in die Deutsche Eishockey Liga (DEL). Im März 2016 wurde sein Vertrag vorzeitig bis zum Ende der Saison 2016/17 verlängert. Schließlich verbrachte der Angreifer drei Spielzeiten in Nürnberg, ehe der 36-Jährige seine aktive Karriere im Sommer 2018 beendete.

## Erfolge und Auszeichnungen
- 2001 CCHA All-Rookie Team
- 2004 Mason-Cup-Gewinn mit der Ohio State University
- 2006 Calder-Cup-Gewinn mit den Hershey Bears

## Karrierestatistik

### International
Vertrat die USA bei:
- U18-Junioren-Weltmeisterschaft 2000
- U20-Junioren-Weltmeisterschaft 2001
- U20-Junioren-Weltmeisterschaft 2002

(Legende zur Spielerstatistik: Sp oder GP = absolvierte Spiele; T oder G = erzielte Tore; V oder A = erzielte Assists; Pkt oder Pts = erzielte Scorerpunkte; SM oder PIM = erhaltene Strafminuten; +/− = Plus/Minus-Bilanz; PP = erzielte Überzahltore; SH = erzielte Unterzahltore; GW = erzielte Siegtore; 1 Play-downs/Relegation; Kursiv: Statistik nicht vollständig)